# Русская рулетка

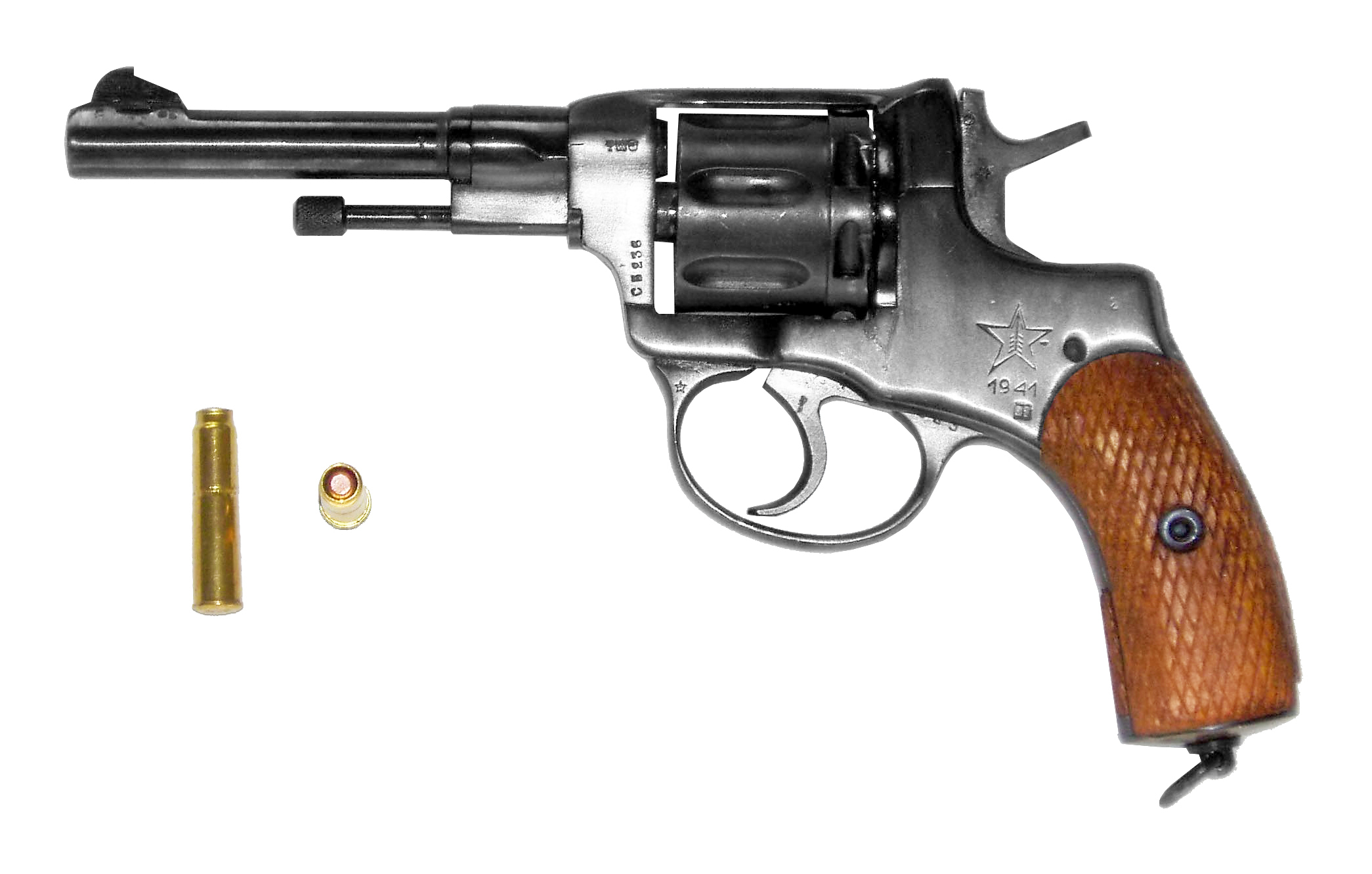
Наган M1895 — один из символов русской рулетки

Ру́сская руле́тка, или гуса́рская рулетка — экстремальная азартная игра или пари с возможным летальным исходом. По правилам игры, в пустой барабан револьвера заряжается один или несколько патронов с тем, чтобы остались свободные каморы, после чего барабан несколько раз проворачивается так, чтобы игроки не знали, где располагаются патроны, а где — пустые каморы. После этого игроки по очереди подносят дуло револьвера к собственной голове, чаще всего к виску, и нажимают на спусковой крючок. В обычных азартных играх для имитации русской рулетки используется игрушечный револьвер.
Выражение «русская рулетка» иногда применяется в переносном смысле для обозначения неких потенциально опасных действий с труднопредсказуемым исходом, а также для обозначения храбрости, граничащей с безрассудством или бессмыслием.

## История
В дореволюционной русской литературе русская рулетка описывается в рассказе А. Грина «Зурбаганский стрелок» (1913).
Опыт, отдалённо похожий на русскую рулетку, описан в романе «Герой нашего времени» Лермонтова (новелла «Фаталист») — используется однозарядный кремнёвый пистолет, но никто точно не знает, заряжен ли он.
Существует несколько версий-легенд, объясняющих возникновение этой игры. Большинство из них связывает возникновение русской рулетки с Российской империей, русскими солдатами и офицерами. Вот некоторые из версий.
- Одна версия гласит, что офицеры русской армии играли в эту игру по собственному желанию, чтобы удивить остальных своей храбростью.
- Согласно последней версии[источник не указан 5035 дней], русская рулетка появилась как эффектный, но в целом достаточно безопасный трюк. Объяснялось это тем, что у некоторых револьверов, когда курок не взведён, барабан якобы вращается свободно. Поэтому, если барабан хорошо смазан, то при свободном вращении он под действием силы тяжести встанет таким образом, что единственный патрон окажется в нижней части, и камора барабана, совмещённая со стволом, будет с высокой вероятностью пустой. Однако слабым местом этой версии является тот факт, что далеко не у всех револьверов при невзведённом курке барабан вращается свободно, в том числе и у того же револьвера системы Наган, основного револьвера русской армии в начале XX века: его барабан при невзведённом курке останавливается в боевом положении пружиной специального фиксатора и, таким образом, вес патрона не может оказать на него заметного влияния, что и опровергает эту версию.

Первое письменное упоминание термина «русская рулетка» относится к 30 января 1937 года. Джордж Сурдез (англ. Georges Surdez) в статье «Русская рулетка» в американском журнале «Collier’s Weekly» приводит следующий диалог с французским сержантом, служившим в русской армии в Иностранном легионе:

«Фельдхеим… Ты когда-нибудь слышал о „русской рулетке“?» Когда я сказал, что не слышал, то он поведал мне всё о ней. Когда он служил в русской армии в Румынии, примерно в 1917 году, когда вокруг всё разваливалось, русские офицеры считали, что теряют не только престиж, деньги, семью, страну, но и честь перед лицом Союзников. Некоторые из них, сидя где угодно — за столом, в кафе, у друзей, — неожиданно доставали револьвер, вынимали один патрон из барабана, крутили его, приставляли дуло к своей голове и нажимали спусковой крючок. Вероятность того, что выстрел будет, и мозги офицера разлетятся повсюду, составляла пять шансов из шести. Иногда так и случалось, иногда нет.

## Математическая модель русской рулетки
Русская рулетка подчиняется общим законам теории вероятностей.
Если считать револьвер шестизарядным с одним патроном в барабане и если барабан не вращается рукой после каждого спуска курка, то вероятность выстрела P с каждой новой попыткой будет увеличиваться пропорционально уменьшению оставшегося количества.
{\displaystyle P=1/(N-n)},
где P — вероятность выстрела, N — количество гнезд в барабане, n — количество сделанных ходов.
То есть, вероятность выстрела распределятся следующим образом:
| Ход | Вероятность выстрела   |
| 1   | 1/6 = 0,1(6) = 16,(6)% |
| 2   | 1/5 = 0,2 = 20%        |
| 3   | 1/4 = 0,25 = 25%       |
| 4   | 1/3 = 0,(3) = 33,(3)%  |
| 5   | 1/2 = 0,5 = 50%        |
| 6   | 1/1 = 1 = 100%         |

Таким образом, если пять раз револьвер не выстрелил, то известно, что он выстрелит при шестой попытке. Известен вариант игры, при котором барабан вращают после каждого хода, уравнивая вероятности на каждом ходе. Тогда вероятность P выжить после n-й попытки (за серию из n попыток для одного и того же игрока) при вероятности выстрела на каждом ходе, равной p, составляет:
{\displaystyle P(n)=(1-p)^{n}} (см. Ошибка игрока)
Пример
Используется 6-зарядный револьвер с одним патроном. Вероятность p выстрела на каждом ходе составляет 1/6. Соответственно:
| Количество ходов | Вероятность выжить               |
| 1                | {\displaystyle 5/6=83,3\%}       |
| 2                | {\displaystyle (5/6)^{2}=69,4\%} |
| 3                | {\displaystyle (5/6)^{3}=57,9\%} |
| 4                | {\displaystyle (5/6)^{4}=48,2\%} |
| 5                | {\displaystyle (5/6)^{5}=40,2\%} |
| 6                | {\displaystyle (5/6)^{6}=33,5\%} |

и т. д.
Поскольку один из участников игры начинает первым, второй получает существенное преимущество — он не должен испытывать судьбу в случае неудачи первого. Для выравнивания риска второй участник НЕ должен вращать барабан после успешного хода первого. В этом случае вероятность гибели первого участника равна 1/6, а второго равна (вероятность получения хода) * (вероятность выпадения патрона)= 5/6 *1/5=1/6. То есть, рулетка без дополнительных вращений барабана является честной игрой в математическом смысле.

## Заблуждение касательно названия
В русскоязычном интернете можно встретить, как термин сопрано используется в качестве альтернативного названия для русской рулетки. В реальности они не имеют ничего общего. На данный момент не найдено ни одного авторитетного источника, который бы утверждал обратное.
Вероятно, данное заблуждение проистекает из 13 сезона (2012 г.) антинаучного телешоу Битва экстрасенсов. В финале 4 эпизода Людмила Давиденко сказала: «Вы знаете, что такое сопрано? ... Это русская рулетка, и я в нее играла». В апреле 2013 года анонимный пользователь Википедии добавил термин «сопрано» как вариацию названия русской рулетки с ссылкой на телешоу. Впоследствии упоминание телешоу было удалено, однако название осталось. С тех пор непроверенная информация множество раз цитировалась, вследствие чего была популяризирована. Подтверждением этой теории служит то, что не найдено упоминаний «сопрано» в контексте русской рулетки до 2012 года.

## Русская рулетка в искусстве

### В литературе
- В главе «Фаталист» романа М. Ю. Лермонтова «Герой нашего времени» описано пари, отдалённо напоминающее русскую рулетку[5]: используется однозарядный пистолет с кремнёвым замком, спорщики не знают точно, заряжен ли он; кроме того, кремнёвому оружию свойственны достаточно частые осечки.
- В произведении «Азазель» Б. Акунина, в главе пять, упоминается пари «американская рулетка», но условия пари такие же, как и условия игры «русская рулетка», с небольшими дополнениями, в пари используют два револьвера и играет каждый дуэлянт со своим оружием, играют они до тех пор, пока кому-то из них «смертельно не повезёт», также затрагивается тема, что «американская рулетка» благодаря героям-дуэлянтам «Азазель», Ахтырцеву и Кокорину будет переименована в «русскую рулетку».[6]
- «Русская рулетка» — название книги о войне в Афганистане журналиста и писателя Геннадия Бочарова. Книга написана по заказу английского издательства `Хэмиш Хамильтон` в 1989 году, и с тех пор издавалась крупнейшими издательствами Нью-Йорка, Парижа, Лондона, Амстердама, Вены и др. В России книга впервые вышла в 1994 году.

### В кинематографе
- В фильме «Русская рулетка» нет игры в «русскую рулетку» с револьвером.
- В фильме «Охотник на оленей» вьетнамцы заставляют играть в «русскую рулетку» пленных американцев. Майкл — герой Роберта де Ниро — организовывает побег, уговорив вьетнамцев зарядить револьвер не одним патроном, а тремя. Его шансы выжить в игре уменьшаются до 50 %, зато он получает в руки почти полноценное оружие. Побег удаётся. После перенесённого стресса Ник становится игроком в «русскую рулетку» в Сайгоне. Фильм подвергался многочисленной критике за то, что на самом деле не было никаких свидетельств, что пленных американцев заставляли играть в русскую рулетку во Вьетнаме[7][8][9]. Корреспондент Ассошиэйтед-пресс Питер Арнетт, получивший в 1966 году Пулитцеровскую премию за освещение войны во Вьетнаме, писал в Los Angeles Times: «За все годы войны не было ни одного задокументированного случая игры в „русскую рулетку“… Центральная метафора фильма — просто кровавая ложь»[8]. В ответ на это некоторые критики, Роджер Эберт[10] и другие[11], защищали создателей фильма, считая, что в фильме «русская рулетка» это просто художественная метафора.
- В фильмах «Тринадцать» и его ремейке рассказываются о подпольных соревнованиях по игре в «русскую рулетку».
- В фильме «ДМБ» солдат всю ночь играет с генералом в «русскую рулетку», думая, что револьвер не заряжен. На утро выясняется, что это было не так.
- В фильме «Жмурки» главный герой играет в игру «жмурки» («русская рулетка») с другими героями (главный герой сыграл с папкой, в которой лежала металлическая пластина, полагая, что так ничем не рискует, однако в реальной жизни даже с такой папкой он почти наверняка погиб бы).
- В фильме «Крот» игра в «русскую рулетку» происходит во время церковной службы. В шестизарядный револьвер заряжен один патрон, после каждого выстрела вращают барабан. Экзальтированная толпа каждый раз вскрикивает «Чудо!», когда пистолет не выстреливает. Наконец очередь стреляться выпадает молодому монаху, сыну главного героя. Священнослужитель, чтобы успокоить юношу, шепчет, что патрон заряжен холостой. Однако молодой монах-францисканец на виду у всех вынимает холостой патрон и заряжает боевой…
- В фильме «Дитя тьмы» главная антагонистка, Эстер, предлагает своей сестре Макс сыграть в «русскую рулетку», но после отказа передумывает.
- В сериале «И всё-таки я люблю...» в русскую рулетку играют Марго и проститутка Мэри с летальным исходом последней.
- В сериале «Бумажный дом» Токио насильно принуждала Берлина к игре.
- В центре сюжета фильма «Дядя Адольф по прозвищу Фюрер» противостояние двух близнецов (Адриано Челентано), многие годы играющих в «русскую рулетку» (как выясняется в конце, при помощи незаряженного револьвера).
- В сериале «Бар „Один звонок“» героям даётся возможность позвонить умершему человеку в обмен на игру в русскую рулетку.
- В сериале «Дневник будущего» Кэйго Курусу играет в русскую рулетку с Юкитэру Амано.
- В сериале "Игра в кальмара (2-й сезон)" вербовщик играет с главным героем в русскую рулетку.
- В сериале "Джек Ричер (3-сезон)" главный герой играет в русскую рулетку, дабы его наняли на работу.
- В сериале "Касл" (1 сезон 3 серия) погибает подросток из-за игры со своими школьными друзьями в русскую рулетку.

### В компьютерных играх
- В игре Call of Duty: Black Ops офицер советской армии заставляет сыграть в русскую рулетку американских бойцов, попавших в плен к вьетнамским партизанам[12].
- В 1996 году отечественная компания «Бука» издаёт action-quest игру «Русская рулетка». В 1999 году компания выпускает продолжение игры — «Русская рулетка 2: Закрытые планеты»[13].
- В игре Metro: Last Light в одном из дополнений двое бандитов играют в «русскую рулетку».
- В игре Danganronpa 2: Goodbye Despair Нагито Комаэда в четвёртой главе играет в «русскую рулетку», дабы пройти финальную комнату смерти.
- В игре Detroit: Become Human есть эпизод под названием «Русская рулетка», где главный герой Коннор находит выпившего Хэнка, рядом с которым лежит револьвер.
- В GTA San Andreas если подойти к прохожему в оранжевой толстовке, он может выкинуть фразу «Мы играем в русскую рулетку».
- В Cuphead персонаж Пирулетта после убийства игрока говорит «Может, ты и не заметил, но стиль у меня очень русский».
- В кат-сценах Metal Gear Solid 3 Револьвер Оцелот испытывает удачу предателей СССР следующей вариацией русской рулетки: он жонглирует тремя револьверами, попеременно взводя их курки и спуская оные в сторону предателя шесть раз подряд (только в один из револьверов заряжен патрон). Вторая сцена с игрой в рулетку происходит в присутствии главного героя, и он вмешивается, в итоге направив успешный выстрел себе в глаз.
- Игра Buckshot Roulette сосредоточена на игре в русскую рулетку с монстром по имени Дилер, где вместо традиционного револьвера используется помповый дробовик 12-го калибра. Дилер в случайном порядке заряжает холостые и боевые патроны в оружие, и игроки во время своего хода имеют право выбрать, в кого именно выстрелить — себя или оппонента.

### В музыке
- Седьмой студийный альбом группы Accept, вышедший в 1986 году, последний записанный с вокалистом Удо Диркшнайдером, носит название «Russian Roulette», как и одноимённая песня в альбоме.
- У южнокорейской K-pop группы «THE BOYZ» есть песня «Russian Roulette».
- У южнокорейской K-pop группы «Red Velvet» есть песня и мини-альбом «Russian Roulette».
- У группы Fleur есть песня «Русская рулетка».
- В песне «My Last Words» группы «Megadeth» описаны размышления игрока в «русскую рулетку».
- В официальном клипе на песню «Что такое осень» группы ДДТ участники играют в русскую рулетку.
- У певицы Рианны есть песня «Russian Roulette».
- У рэпера Ice MC совместно с певицей Алексией есть песня «Russian Roulette».
- Леди Гага многократно упоминает «русскую рулетку» в своих песнях, например, в «Poker Face» («Russian roulette is not the same without the gun»).
- У рэпера NF в треке "Real" звучит фраза "You better off playing Russian roulette".

### На телевидении
- В России с 2002 по 2004 год на Первом канале выходила в эфир интеллектуальная игра «Русская рулетка» (ведущий — Валдис Пельш). Особенность игры в том, что при ошибочном ответе на вопрос игрок рискует выбыть из игры путём провала в бездну на глубину 2,5 метра. Для этого игрок приводит в действие «механизм русской рулетки» и через некоторое время останавливает его. Если под игроком нет «пустой ячейки», то игроку повезло и он продолжает играть; в противном случае — игрок покидает игру «по-английски» (не попрощавшись, проваливается). Игра делится на 4 основных раунда и финал. В каждом раунде число «пустых ячеек» увеличивается на одну, то есть в первом раунде — одна, во втором — две и так далее. Главный приз игры — 1 000 000 рублей. Данное шоу, помимо России, транслировалось в США, Великобритании, Польше, Болгарии и других странах.

### Разное
- Организаторы премии Дарвина — одной из юмористических премий, вручаемых за наиболее нелепые способы ухода из жизни — утверждают, что «русская рулетка» является одним из наиболее привлекательных способов оригинального ухода из жизни, и при этом игроки в неё постоянно изобретают новые разновидности. Так например, в 2010 некий канадский мексиканец Роджер Рамирез (33 года) поспорил с другом на то, что cможет сыграть в «русскую рулетку». Но Роджер, видимо, не догадался о том, как именно устроена система подачи патронов в пистолете, и за неимением револьвера решил воспользоваться самозарядным пистолетом «Beretta 92». В результате человек получил пулю уже после первого нажатия на спуск[14].
- На Гаити во время правления Франсуа Дювалье существовала своя вариация русской рулетки: она заключалась в том, что нужно было на полной скорости проехать мимо дворца президента в Порт-о-Пренсе на старом автомобиле с изношенными шинами. Проигрывал тот, у кого лопались покрышки: охранники дворца отличались бдительностью и меткостью и сразу стреляли по любой цели, представляющей хоть малейшую угрозу[15].
- В 2003 году британский фокусник Деррен Браун сыграл в русскую рулетку в прямом эфире. Он попросил добровольца из зала зарядить револьвер одним патроном. Приставив оружие к своему виску, фокусник четыре раза нажал курок, сказав, что пуля должна вылететь только на пятый раз. Он понял это, якобы прочитав мысли добровольца. Выпуск бурно раскритиковали зрители, полиция и психологи. В чем же был секрет фокуса — осталось неизвестно, и больше Браун таких экстремальных фокусов в прямом эфире не проводил.[16]
- В социальной сети Facebook до мая 2013 существовало приложение Social Roulette, которое с вероятностью один к шести удаляло аккаунт пользователя. Администрация закрыла приложение из-за негативного образа соцсети[17].